# Guerrero (Tamaulipas)
Guerrero è una municipalità dello stato di Tamaulipas, nel Messico settentrionale; il capoluogo è la ciitadina di Nueva Ciudad Guerrero.
Conta 4.477 abitanti (2010) e ha una estensione di 2.427,19 km².
Il paese deve il suo nome al generale Vicente Guerrero, eroe della guerra d'indipendenza del Messico e presidente della Repubblica.